# 다카조정
다카조정(高城町)은 미야자키현에 있던 정으로, 기타모로카타군에 속했다 . 
2006년 1월 1일, 미야코노조시 외 3개 마을과 신설 합병해 새롭게 미야코노조시가 되어, 자치체로서는 소멸하였다.

## 역사
- 1889년 5월 1일 정촌제 시행에 수반해 기타모로카타군 다카조촌이 성립하였다.
- 1934년 2월 11일 - 정으로 승격해 다카조정이 되었다.
- 2006년 1월 1일 - 미야코노조시·야마노쿠치정·야마다정·다카사키정이 합병 (신설합병)해 새롭게 미야코노조시가 되었다.

## 교통

### 도로
- 미야자키 자동차도
- 국도 10호선